# Таунсенд, Генри
Генри «Мул» Таунсенд (англ. Henry «Mule» Townsend, полное имя Генри Джесс Джеймс Таунсенд англ. Henry Jesse James Townsend; 27 октября 1909, Шелби, Миссисипи, США  — 24 сентября 2006, Меквун, Висконсин, США) — американский блюзовый музыкант, гитарист, пианист, певец и автор песен. Обладатель Грэмми (2008) в номинации «Лучший альбом традиционного блюза», номинант Blues Music Awards в номинации «Альбом традиционного блюза» (1980, 1982). Член Зала славы блюза (2025) 

## Биография
Генри Таунсенд родился в Шелби, штат Миссисиппи в семье Аллена, музыканта, который играл на гитаре и аккордеоне, и Омелии Таунсенд. В его раннем детстве семья переехала в Фьючер-Сити близ Кейро, штат Иллинойс, где в возрасте 9 лет Генри Таунсенд покинул дом из-за домашнего насилия со стороны отца (по словам музыканта он сбежал, чтобы избежать порки от отца за то, что он разыграл двоюродного брата ). Он направился вместе с хобо в Сент-Луис, штат Миссури. В подростковом возрасте Таунсенд освоил гитару, обучаясь у локально известного музыканта Дадлоу Джо. В это время Таунсенд брался за разную работу: автомеханика, чистильщика обуви, портье, продавца, но не оставлял идеи стать профессиональным музыкантом, которая у него возникла после того, как он увидел выступление Лонни Джонсона
В конце 1920-х он начал гастролировать и записываться вместе с пианистом Уолтером Дэвисом и в то время получил прозвище «Мул», будучи крепким и упорным как физически, так и характером. В Сент-Луисе он работал со многими известными пионерами блюза и в тот же период научился играть на фортепиано. Он является одним из основоположников сент-луис-блюза, отличающегося сочетанием акустического исполнения в дельта-блюз-манере, с энергичным взаимодействием фортепиано и гитары, которое предвещало появление более поздних электрических блюзовых групп Чикаго. 
Генри Таунсенд стал очень продуктивным музыкантом, одним из немногих, который записывался и выпускал свои записи в течение девяти десятилетий подряд. Первая его запись была сделана в 1929 году в Чикаго для Columbia Records и музыкант продолжал свою работу до 2006 года. Лишь за 1935 год он записался на 35 различных релизах. К 1990-м среди блюзменов, начавших записываться в 1920-х лишь он и Йэнк Рэйчелл продолжали свою карьеру.
Последние свои сольные записи Таунсенд сделал в конце 1930-х, после чего вплоть до 1960-х записывался со многими популярными исполнителями (Уолтер Дэвис, Биг Джо Уильямс, Пайнтоп Спаркс, Рузвельт Сайкс, Сонни Бой Уильямс, Роберта Найтхоук) того времени как сессионный музыкант  Во время войны служил в армии, в 1944 году, демобилизовавшись, переехал в Чикаго вслед за Найтхоуком и Уильямсом, гды сыграл свою роль в создании так называемого «чикагского ансамблевого стиля» . В 1947 году вернулся в Сент-Луис.
В середине 1950-х популярность сент-луис-блюза в США упала, и Генри Таунсенд стал выступать в основном в Европе, где он собирал полные залы и выступал на фестивалях. Генри Таунсенд иронично замечал, что за время его длинной карьеры «меня вновь открывали трижды или четырежды». С середины 1960-х вновь стал записываться сольно. В 1970—1980 годы несколько его релизов были выпущены с участием его жены, Вернелл Таунсенд (Вернелл Перри Таунсенд, 5 апреля 1930 года, Бринкли, Арканзас — 21 сентября 1995, Сент-Луис, Миссури, США , госпел и блюзовой певицы, в том числе с участием его жены (под именем в том числе) был записан альбом St. Louis Blues, в 1982 году номинированный на Blues Music Award. 
Красноречивый, с отличной памятью музыкант дал множество интервью. В 1960 году Пол Оливер записал воспоминания Генри Таунсенда и широко использовал эти воспоминания в книге 1967 года «Беседы о блюзе», которая в 1991 году была включена в Зал славы блюза в номинации «Классика блюзовой литературы». Тридцать лет спустя Генри Таунсенд надиктовал Оливеру тридцать часов автобиографии, которая была выпущена книгой «Блюзовая жизнь» ярко и подробно описывающая блюзовую сцену Сент-Луиса начиная с 1920-х годов. 
В 1985 году получил награду National Heritage Fellowship, присуждаемую Национальным фондом искусств США, высшую награду, присуждаемую правительством США за заслуги в области народного искусства. В 1995 году введён в Зал славы Сент-Луиса. 10 февраля 2008 года выступление Генри Таунсенда с Робертом Локвудом, Пайнтопом Перкинсом и Дэвидом «Хонейбоем» Эдвардсом, записанное в 2004 году и выпущенное в 2007 года Last of the Great Mississippi Delta Bluesmen: Live in Dallas стало победителем 50-й юбилейной премии Грэмми в номинации «Лучший альбом традиционного блюза» 
Генри Таунсед скончался от отёка лёгких в больнице 24 сентября 2006 года в возрасте 96 лет, несколькими часами после того, как стал первым обладателем «фортепианной клавиши» Аллеи славы Парамаунт в Графтоне. Похоронен на Национальном кладбище Джефферсон-Барракс, Сент-Луис . Оставил после себя четверо детей и семь внуков. 
Критик New York Times Джон Парелес писал, что «Таунсенд пел эпический блюз, многие его песни простирались далеко за пределы 10 куплетов, и они рисовали пейзаж бесконечного опустошения и предательства.Он поёт усталым, жалобным тенором, с дрожью и скольжениями, благодаря которым мгновенно чувствуешь боль. Его мягкий вокал и тихое постукивание левой ногой как-то держат песню, которая всегда кажется что вот-вот рухнет и разобьётся» .

## Избранная дискография
- 1966: Blues Rediscoveries (Folkways Records)
- 1970: The Country Blues: Vol. 2 (Folkways Records)
- 1973: Henry T. Music Man (Adelphi Records)
- 1974: Why Do We Love Each Other? с Вернелл Таунсенд (Adelphi Records)
- 1980: Mule, с Вернелл Таунсенд (Nighthawk)
- 1981: St. Louis Blues, с Вернелл Таунсенд (Wolf Records)
- 1984: The Blues in St. Louis, Vol. 3: Henry Townsend (Folkways Records)
- 1998: The 88 Blues (Blueberry Hill Records)
- 2001: The Real St. Louis Blues (Arcola Records, запись 1979 года)
- 2003: Classic Blues from Smithsonian Folkways (Smithsonian Folkways)
- 2004: My Story (APO Records)
- 2007: Last of the Great Mississippi Delta Bluesmen: Live in Dallas (Blue Shoe Project)
- 2008: Classic Piano Blues from Smithsonian Folkways (Smithsonian Folkways)
- 2015: Original St. Louis Blues Live (Wolf Records, запись 1980 года)

## Фильмография
- 1970: Blues Like Showers of Rain
- 1999: Hellhounds on My Trail: The Afterlife of Robert Johnson
- 2007: 10 Days Out: Blues From the Backroads
- The Devil's Music: A History of the Blues